# Walibi Holland
Walibi World е сред най-големите увеселителни паркове в Нидерландия.
Намира се в Бидингсхьойзен, община Дронтен, провинция Флеволанд. Носил е имената Flevohof, Walibi Flevo и Six Flags 'Holland. Първият Walibi се намира в Белгия, този парк е създаден от белгийски бизнесмен Eddy Meeùs. Името „ Walibi“ се отнася до трите града, в които се намира паркът: Wavre, Limal и Bierges, Белгия.

## История
Под името Flevohof паркът започва работа като парк-ферма. След като собственикът Flevohof фалира след 9 години, паркът е преименуван на Walibi Flevo.
Придобит е от „Премиер паркове“ през 1998 г. и се преименува на Six Flags Holland през 2000 г. Със сегашното си име е от 2005 г.

## Атракциони
Най-интересни атракциони има през периодите, когато е носил имената Six Flags и Walibi Flevo. През последните години се налага повече като семеен парк.
Walibi World има най-големите, най-бързите и най-дългите влакчета в Бенелюкс.